# Marko Brtan
Marko Brtan (Zagabria, 7 aprile 1991) è un calciatore croato, centrocampista dell'Hrvatski Dragovoljac.

## Carriera

### Club
Il 7 novembre 2024 viene acquistato dalla squadra bulgara dell'Hebăr Pazardžik.

## Statistiche

### Presenze e reti nei club
Statistiche aggiornate al 22 novembre 2024.
| Stagione                    | Squadra                     | Campionato                  | Campionato | Campionato | Coppe nazionali | Coppe nazionali | Coppe nazionali | Coppe continentali | Coppe continentali | Coppe continentali | Altre coppe | Altre coppe | Altre coppe | Totale | Totale |
| Stagione                    | Squadra                     | Comp                        | Pres       | Reti       | Comp            | Pres            | Reti            | Comp               | Pres               | Reti               | Comp        | Pres        | Reti        | Pres   | Reti   |
| --------------------------- | --------------------------- | --------------------------- | ---------- | ---------- | --------------- | --------------- | --------------- | ------------------ | ------------------ | ------------------ | ----------- | ----------- | ----------- | ------ | ------ |
| 2013-2014                   | Hrvatski Dragovoljac        | 1. HNL                      | 20         | 0          | CC              | 0               | 0               | -                  | -                  | -                  | -           | -           | -           | 20     | 0      |
| feb.-giu. 2016              | Wigry Suwałki               | 1L                          | 6          | 0          | CP              | 0               | 0               | -                  | -                  | -                  | -           | -           | -           | 6      | 0      |
| 2016                        | Liepāja                     | VL                          | 13         | 2          | CL+CdL          | 0               | 0               | UCL                | 2                  | 0                  | -           | -           | -           | 15     | 2      |
| mar.-giu. 2019              | Krupa                       | PL                          | 9          | 5          | CB              | 0               | 0               | -                  | -                  | -                  | -           | -           | -           | 9      | 5      |
| set. 2019-2020              | Urartu                      | A                           | 13         | 0          | CA              | 3               | 0               | -                  | -                  | -                  | -           | -           | -           | 16     | 0      |
| 2020-2021                   | Borac Banja Luka            | PL                          | 27         | 0          | CB              | 5               | 0               | UEL                | 2                  | 0                  | -           | -           | -           | 34     | 0      |
| mar.-giu. 2022              | Hrvatski Dragovoljac        | 1. HNL                      | 8          | 0          | CC              | 0               | 0               | -                  | -                  | -                  | -           | -           | -           | 8      | 0      |
| Totale Hrvatski Dragovoljac | Totale Hrvatski Dragovoljac | Totale Hrvatski Dragovoljac | 28         | 0          |                 | 0               | 0               |                    | -                  | -                  |             | -           | -           | 28     | 0      |
| set. 2022-2023              | Mezőkövesd-Zsóry            | NB1                         | 19         | 1          | CU              | 3               | 1               | -                  | -                  | -                  | -           | -           | -           | 22     | 2      |
| 2023-2024                   | Mezőkövesd-Zsóry            | NB1                         | 21         | 0          | CU              | 1               | 0               | -                  | -                  | -                  | -           | -           | -           | 22     | 0      |
| Totale Mezőkövesd-Zsóry     | Totale Mezőkövesd-Zsóry     | Totale Mezőkövesd-Zsóry     | 40         | 1          |                 | 4               | 1               |                    | -                  | -                  |             | -           | -           | 44     | 2      |
| nov. 2024-2025              | Hebăr Pazardžik             | PL                          | 2          | 0          | CB              | 0               | 0               | -                  | -                  | -                  | -           | -           | -           | 2      | 0      |
| Totale carriera             | Totale carriera             | Totale carriera             | 138        | 8          |                 | 12              | 1               |                    | 4                  | 0                  |             | -           | -           | 154    | 9      |

## Palmarès

### Competizioni nazionali
- Druga hrvatska nogometna liga: 1

Hrvatski Dragovoljac: 2012-2013
- Campionato estone: 1

Kalju Nõmme: 2018
- Campionato bosniaco: 1

Borac Banja Luka: 2020-2021